# О Класико
О Класико (порт. O Clássico) — главное футбольное противостояние Португалии, играется между клубами «Бенфика» и «Порту» — самыми титулованными в стране. Параллельно с футбольными клубами конкурируют и два крупнейших города Португалии — Лиссабон и Порту.
«Бенфика» выиграла 86 престижных титулов, среди которых: чемпионат Португалии, кубок Португалии, кубок португальской лиги, суперкубок Португалии, Лига чемпионов УЕФА, Малый Кубок мира. «Порту» выиграл 86 титулов: чемпионат Португалии, кубок Португалии, кубок португальской лиги, суперкубок Португалии, Лигу чемпионов УЕФА, Лигу Европы УЕФА, Суперкубок УЕФА, Межконтинентальный кубок.

## История
Данное противостояние — одно из главных в португальском футболе и на Пиренейском полуострове. Так называется матч между португальскими клубами «Бенфика» и «Порту». Первоначально термин O Clássico относился только к играм в лиге, но теперь, как правило, включает в себя матчи, которые проходят в других внутренних соревнованиях, таких как кубок, кубок лиги, суперкубок. Несмотря на то, что они являются наиболее успешными португальскими клубами в европейском футболе, имея в сумме семь побед в главных европейских соревнованиях, они пока не встречались в них друг с другом. «Бенфика» и «Порту» — два из трёх клубов, известных как «Большая тройка» в Португалии, третий — «Спортинг».
Конкуренция возникает из-за того, что Лиссабон и Порту являются двумя крупнейшими городами Португалии, и эти два футбольных клуба — самые богатые и титулованные в стране. Соперничество между ними также вытекает из политической, культурной и спортивной истории страны.

## Болельщики

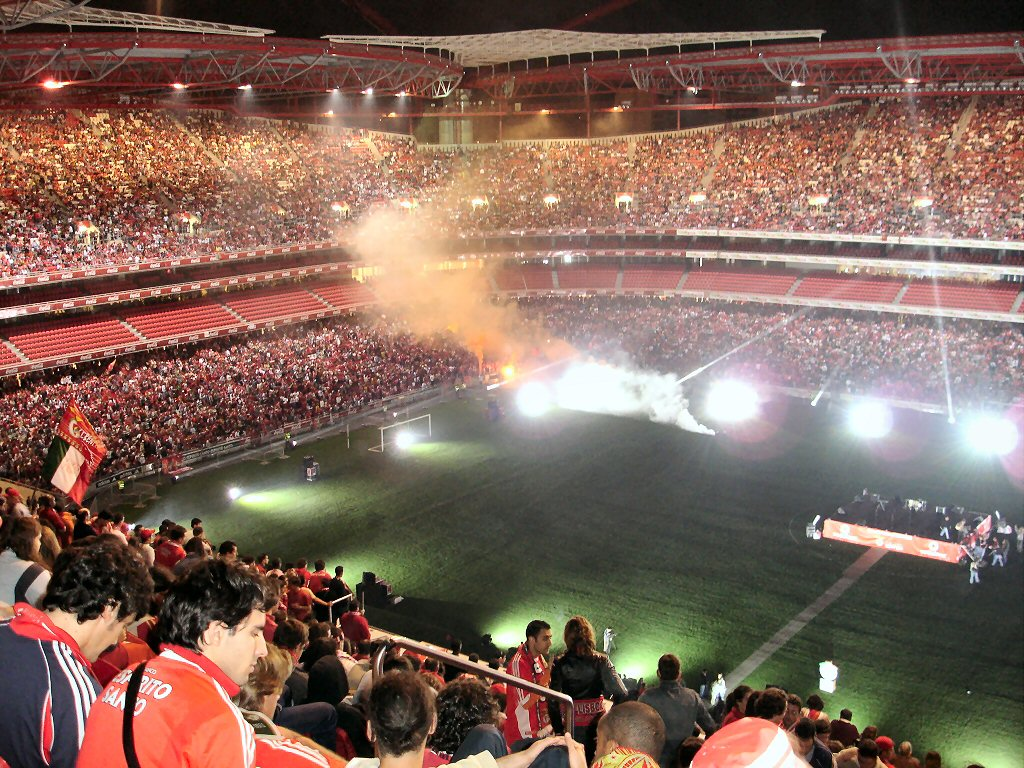
Атмосфера «Эштадиу да Луш»

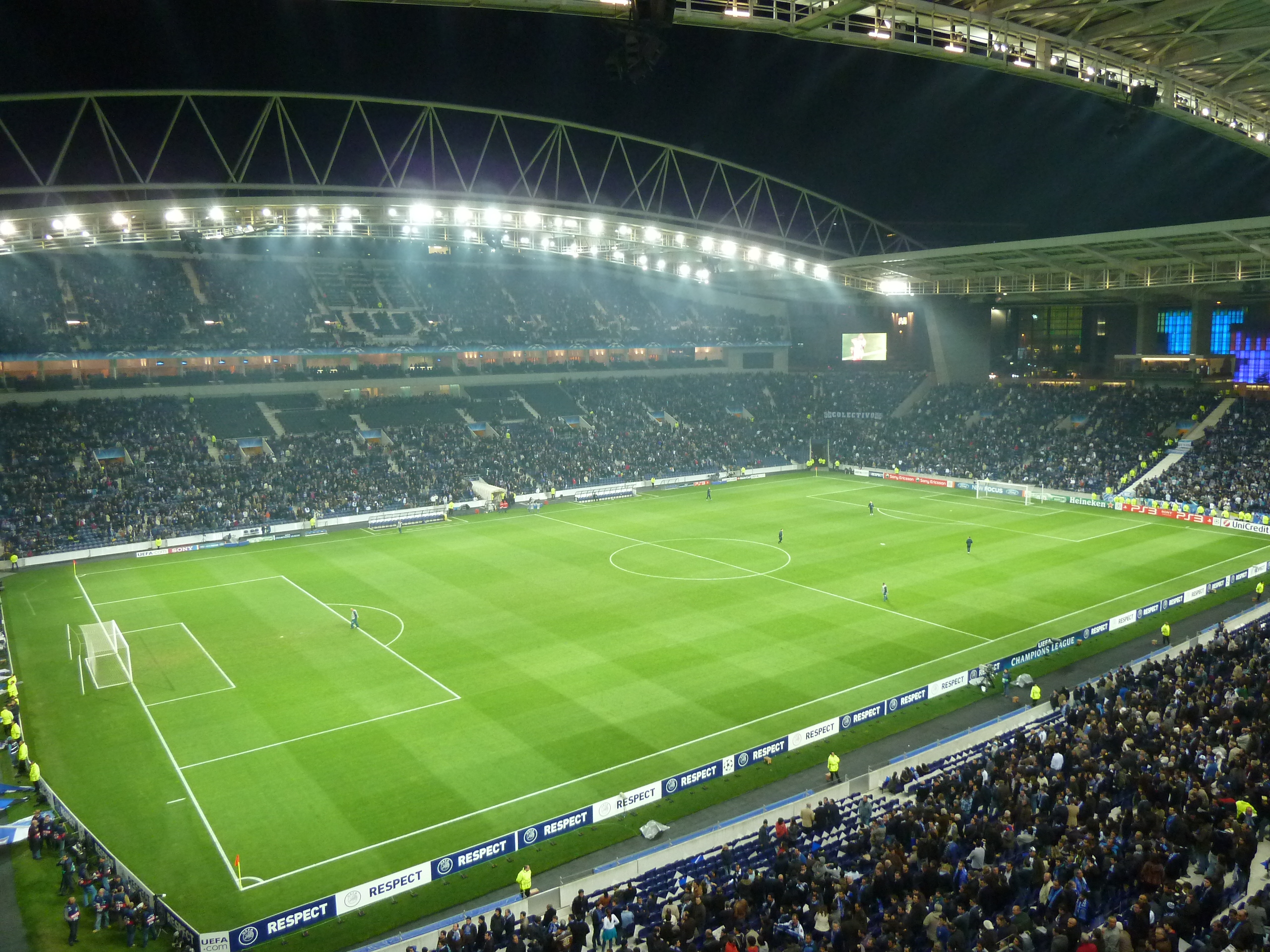
Атмосфера «Драгау»

## Достижения клубов
| Клуб      | Чемпионат Португалии | Кубок Португалии | Кубок лиги | Суперкубок Португалии | Лига чемпионов | Лига Европы | Суперкубок Европы | Межконтинент. кубок | Итого |
| --------- | -------------------- | ---------------- | ---------- | --------------------- | -------------- | ----------- | ----------------- | ------------------- | ----- |
| «Бенфика» | 38                   | 29               | 8          | 9                     | 2              | 0           | 0                 | 0                   | 86    |
| «Порту»   | 30                   | 24               | 1          | 24                    | 2              | 2           | 1                 | 2                   | 86    |
| Итого     | 68                   | 53               | 9          | 33                    | 4              | 2           | 1                 | 2                   | 172   |

Данные по состоянию на 15 января 2025 года

## Статистика

### Статистика матчей

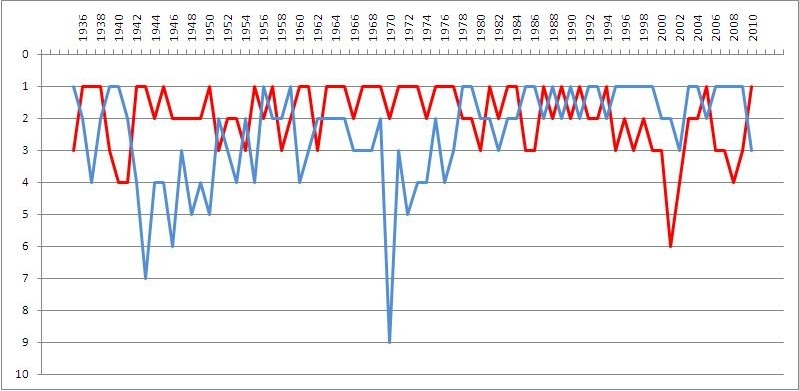
Позиции ««Бенфики»» и «Порту» в лиге

| Турнир                | Победы «Бенфики» | Ничьи | Победы «Порту» |
| --------------------- | ---------------- | ----- | -------------- |
| Чемпионат             | 57               | 47    | 68             |
| Кубок Португалии      | 24               | 5     | 14             |
| Кубок лиги            | 2                | 1     | 1              |
| Суперкубок Португалии | 13               | 7     | 5              |
| Итого                 | 96               | 60    | 88             |
| Всего матчей          | 244              | 244   | 244            |

### Лучшие бомбардиры в О Класико
| Игрок             | Клуб    | Голы |
| ----------------- | ------- | ---- |
| Жозе Агуаш        | Бенфика | 17   |
| Эйсебио           | Бенфика | 16   |
| Жоаким Тейшейра   | Бенфика | 12   |
| Жулиньо           | Бенфика | 11   |
| Монтейро да Кошта | Порту   | 10   |

## Футболисты, игравшие в обоих клубах
- Артур Аугусто
- Тавареш Бастос
- Хосе Мария
- Серафим Перейра
- Абель Мильетти
- Карлос Алхинью
- Ромеу
- Эурику Гомеш
- Эдуардо Луис
- Руй Агуаш
- Дито
- Паулу Футре
- Пауло Перейра
- Сергей Юран
- Василий Кульков
- Фернанду Мендеш
- Педро Энрикес
- Басараб Пандуру
- Сергей Овчинников
- Пауло Сантос
- Любинко Друлович
- Жуан Пинту
- Златко Захович
- Манише
- Эмилиу Пейши
- Тьяго Перейра
- Миклош Фехер
- Эдгарас Янкаускас
- Марку Феррейра
- Пауло Сантос
- Томислав Шокота
- Дерлей
- Кристиан Родригес
- Сезар Пейшоту
- Макси Перейра
- Николас Отаменди

## Тренеры, работавшие в обоих клубах
- Янош Бири
- Липпо Херцка
- Бела Гуттманн
- Отто Глория
- Элек Шварц
- Фернандо Риера
- Томислав Ивич
- Артур Жорже
- Жозе Моуринью
- Фернанду Сантуш
- Жезуалду Феррейра